# مونتفيرلاند
مونتفيرلاند Montferland  هي مدينة وبلدية بمقاطعة خيلدرلند، هولندا.

## طوبوغرافيا
خريطة طوبوغرافية هولندية لبلدية مونتفيرلاند، يونيو 2015، (تقرأ بعد ثلاث نقرات على الخريطة).

## معرض الصور

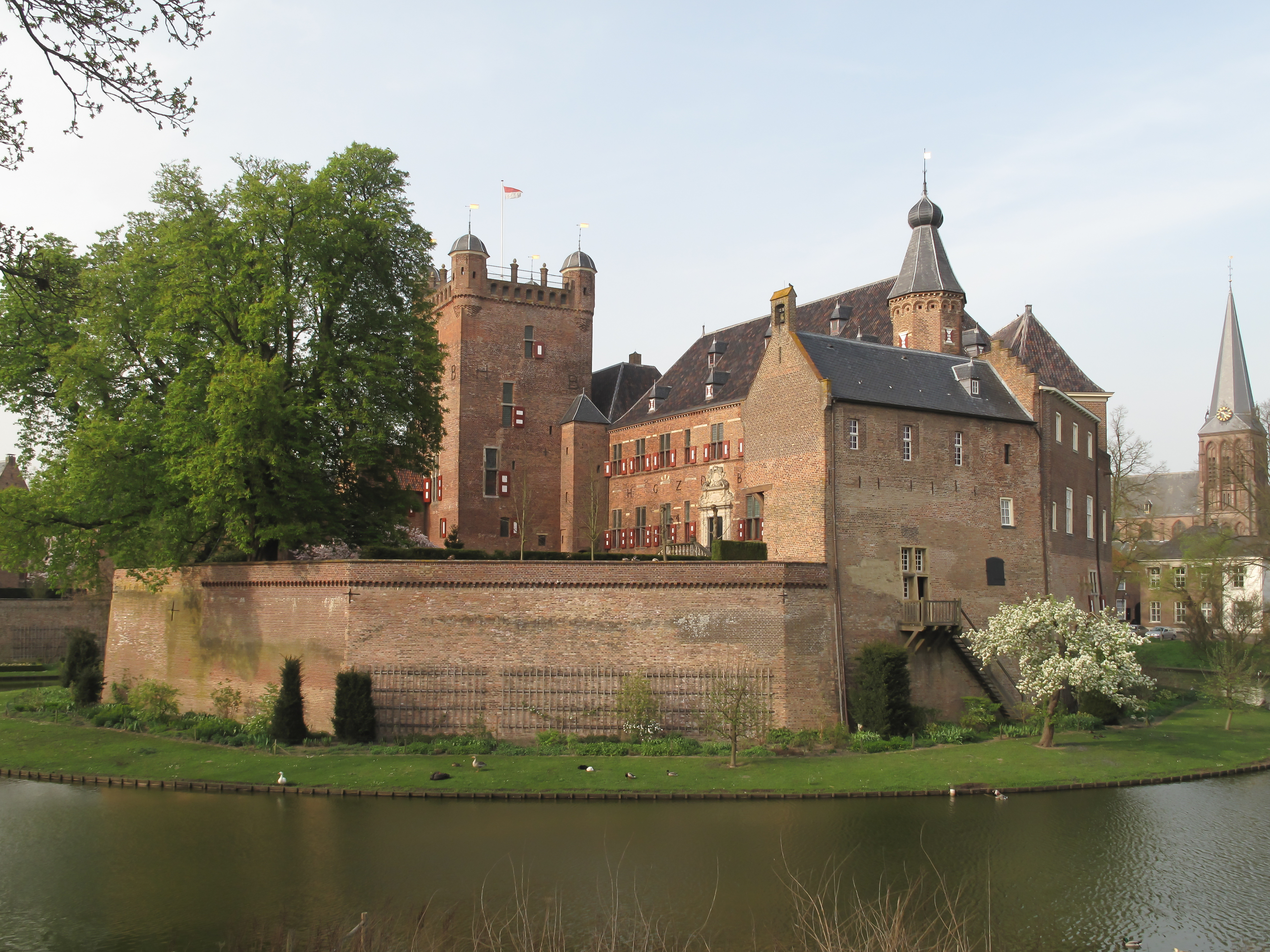
إسهيرينبيرخ، قلعة: هاوزه بيرخ
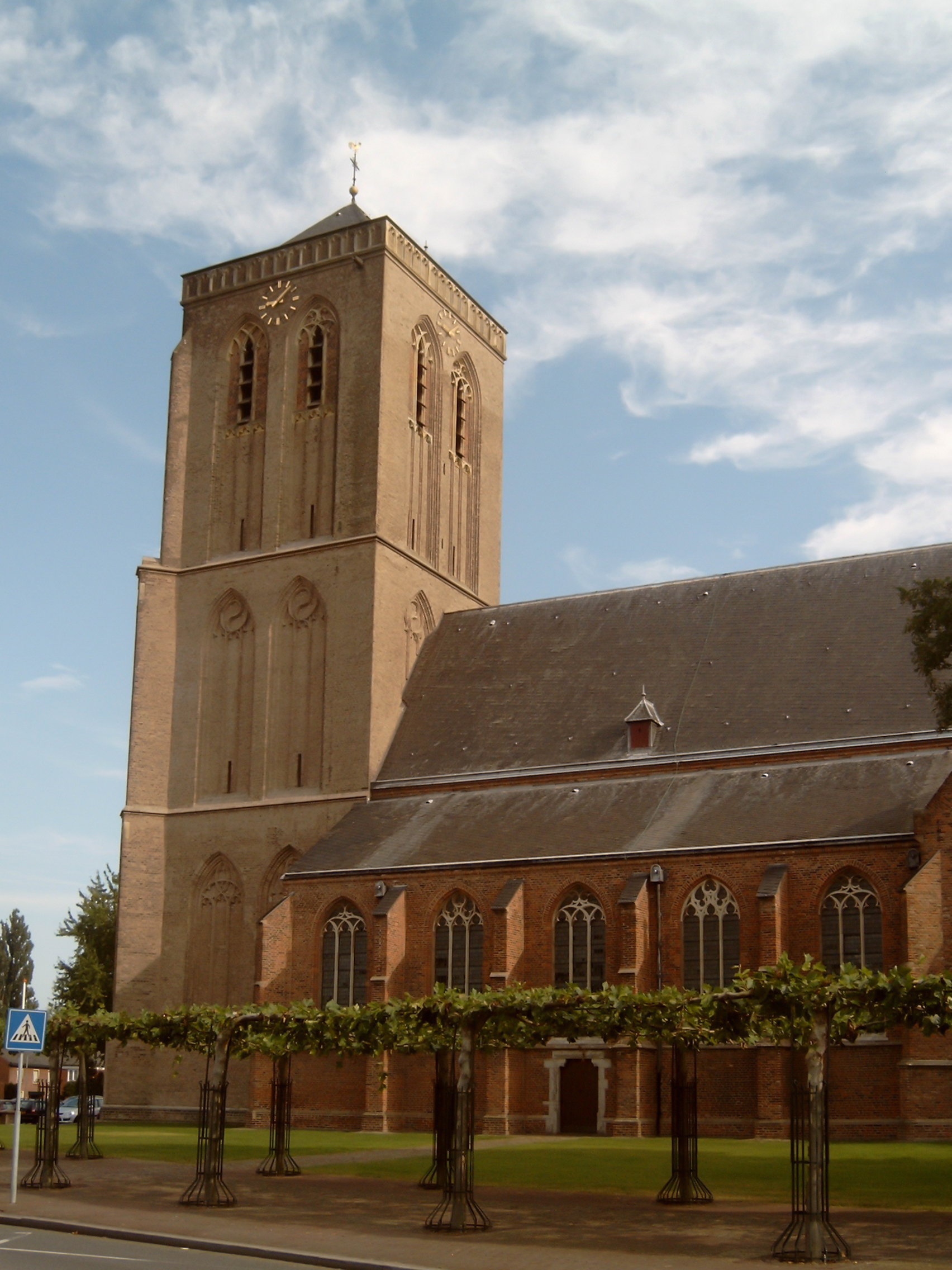
ديدام، كنيسة
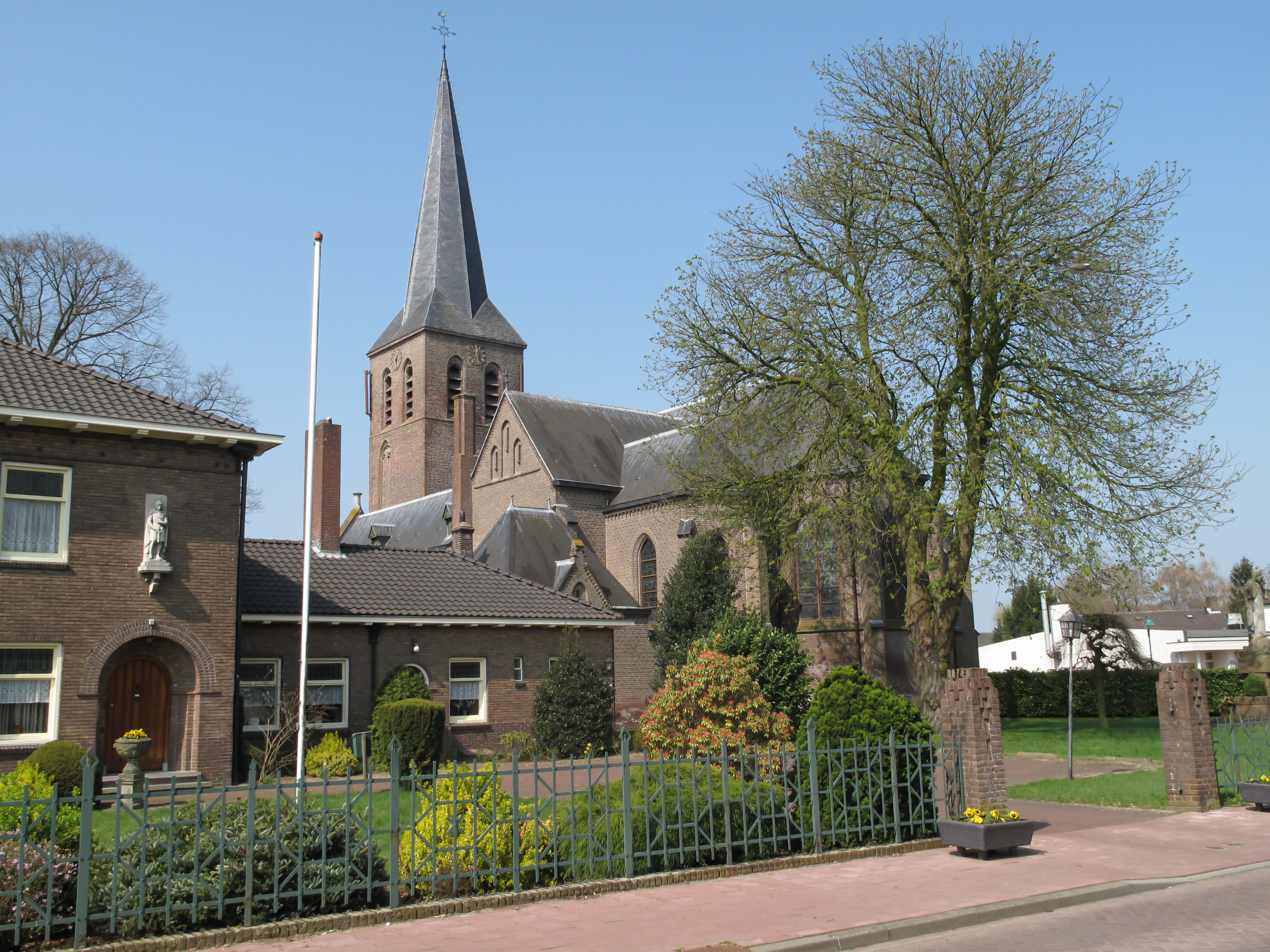
بيك، كنيسة: سينت مارتينوس كيرك
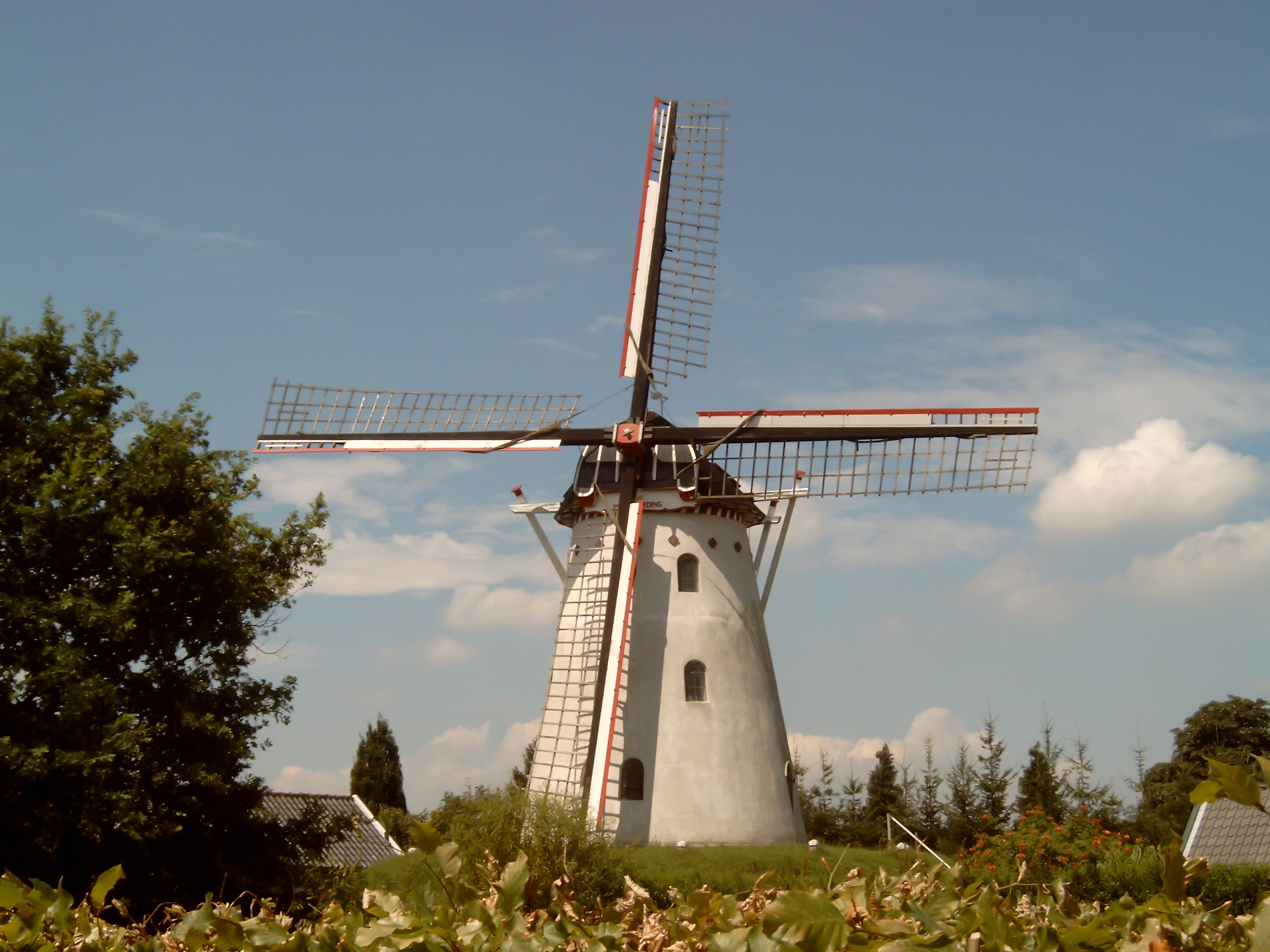
زيدام، طاحونة هوائية في القرية
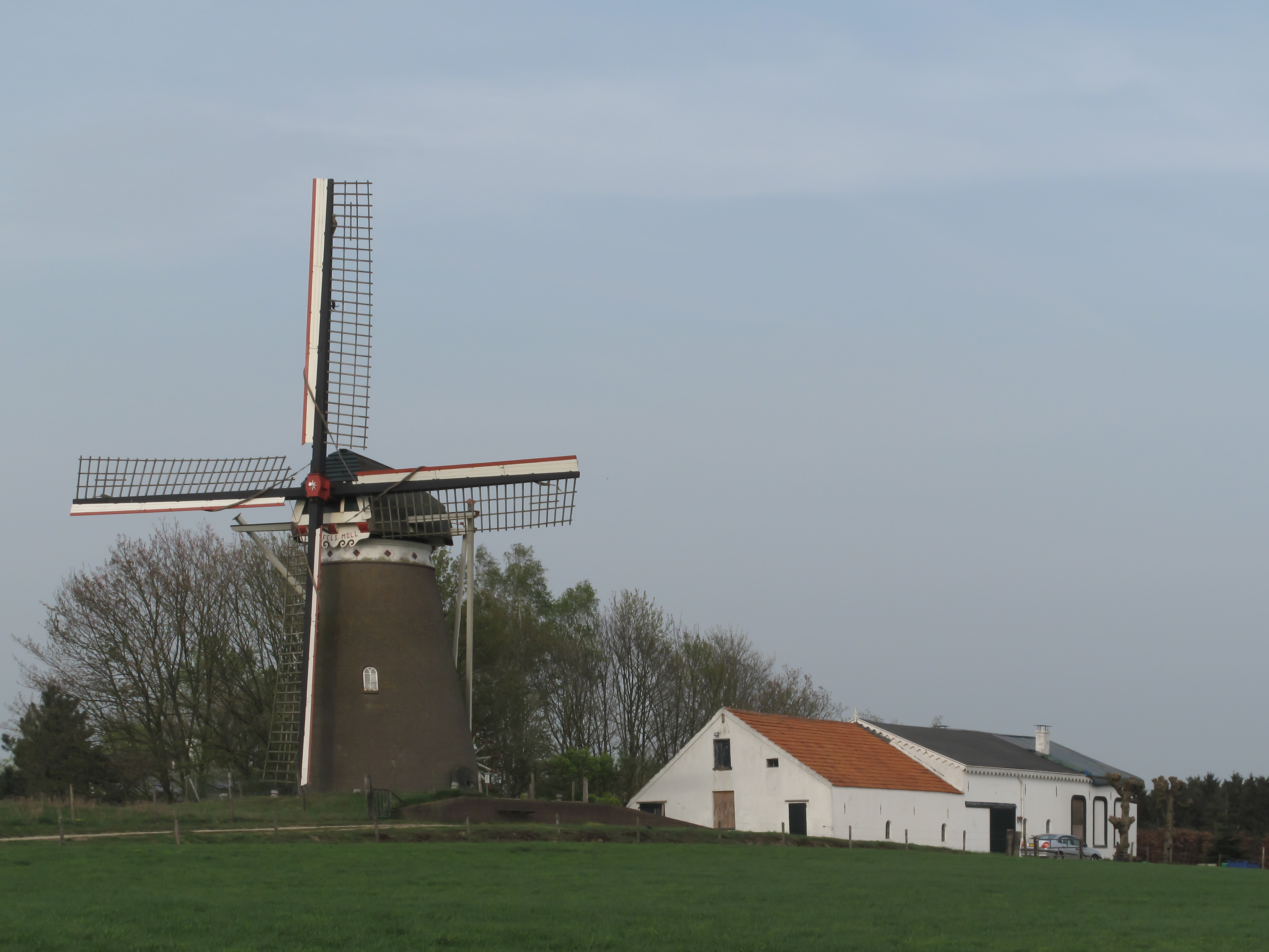
ستوكوم، طاحونة هوائية: دوفيلس مول
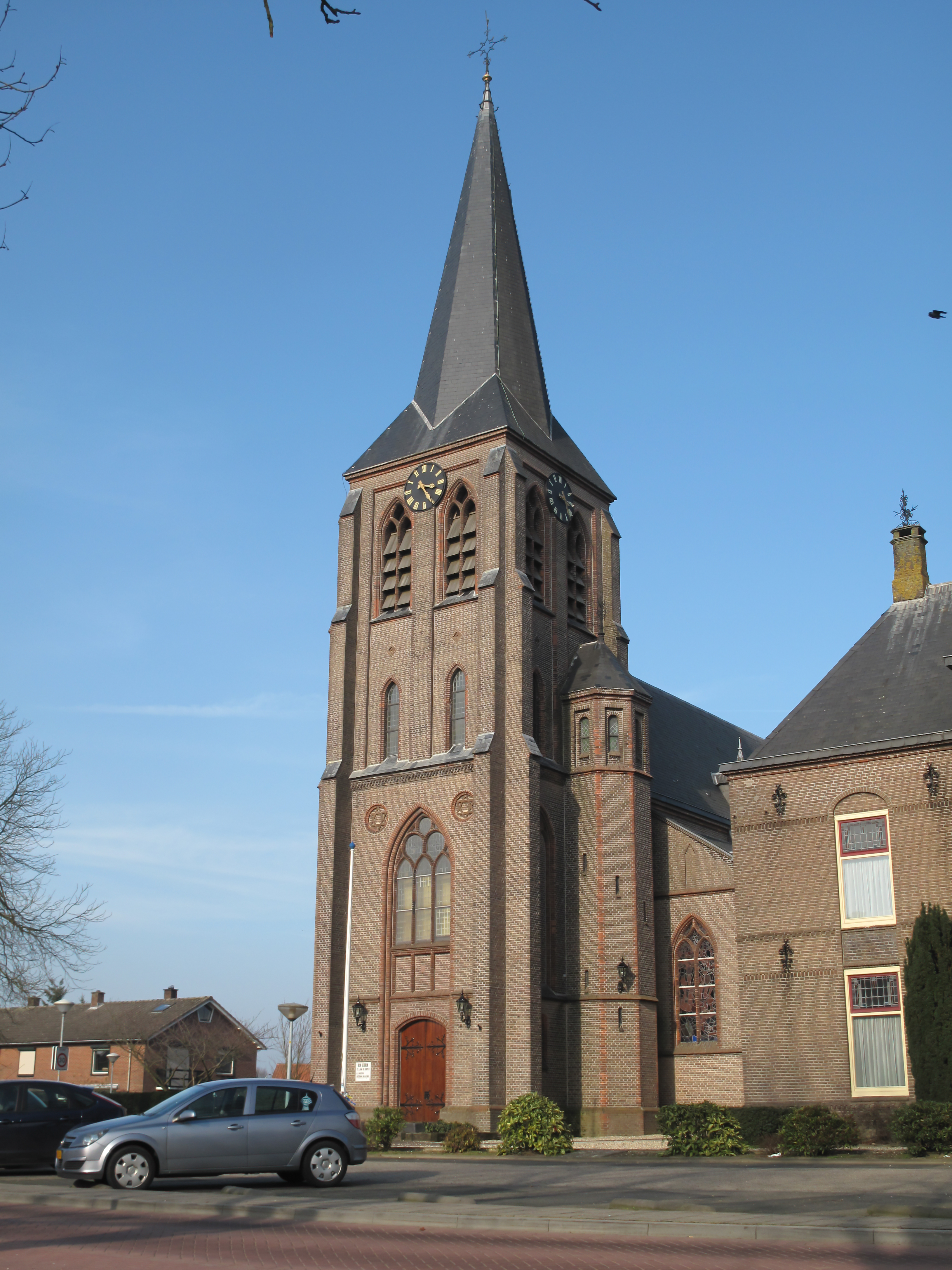
كيلدر، كنيسة